# Estados Unidos en los Juegos Olímpicos de Innsbruck 1976
Estados Unidos estuvo representado en los Juegos Olímpicos de Innsbruck 1976 por un total de 106 deportistas, 76 hombres y 30 mujeres, que compitieron en 10 deportes.
La portadora de la bandera en la ceremonia de apertura fue la esquiadora alpina Cindy Nelson.

## Medallistas
El equipo olímpico estadounidense obtuvo las siguientes medallas:
| Nombre                        | Deporte               | Competición       |
| ----------------------------- | --------------------- | ----------------- |
| Oro                           |                       |                   |
| Dorothy Hamill                | Patinaje artístico    | Individual F      |
| Sheila Young                  | Patinaje de velocidad | 500 m F           |
| Peter Mueller                 | Patinaje de velocidad | 1000 m M          |
| Plata                         |                       |                   |
| Bill Koch                     | Esquí de fondo        | 30 km clásico M   |
| Leah Poulos                   | Patinaje de velocidad | 1000 m F          |
| Sheila Young                  | Patinaje de velocidad | 1500 m F          |
| Bronce                        |                       |                   |
| Cindy Nelson                  | Esquí alpino          | Descenso F        |
| Colleen O'Connor James Millns | Patinaje artístico    | Danza sobre hielo |
| Sheila Young                  | Patinaje de velocidad | 1000 m F          |
| Dan Immerfall                 | Patinaje de velocidad | 500 m M           |